# Ayık
Ayık ist ein türkischer männlicher Vorname und Familienname.

## Namensträger

### Familienname
- Ahmet Ayık (* 1938), türkischer Ringer
- Onur Ayık (* 1990), türkisch-deutscher Fußballspieler